# 3050 Carrera
3050 Carrera è un asteroide della fascia principale. Scoperto nel 1972, presenta un'orbita caratterizzata da un semiasse maggiore pari a 2,2248211 UA e da un'eccentricità di 0,1887300, inclinata di 1,30630° rispetto all'eclittica.
Il suo nome fu dedicato in memoria dei fratelli Carrera: Javier Carrera (1781-1862), Juan José Carrera (1782-1818), José Miguel Carrera (1785-1821) e Luis Carrera (1791-1818), protagonisti dell'indipendenza del Cile.